# Newton metr
Newton metr, též newtonmetr je jednotka momentu síly (kroutícího momentu) a veličin stejného charakteru, vyjadřujících otáčivou schopnost síly (např. moment dvojice sil) v soustavě SI.

## Definice a značení
Značka:
Nm, též N·m
Definice:
Jeden newton metr představuje moment síly s velikostí 1 N, působící na rameno s délkou 1 metr.